# Nakolice
Nakolice (německy Naglitz) jsou malá vesnice, část města Nové Hrady v okrese České Budějovice v Jihočeském kraji, v oblasti Západního Vitorazska. Nachází se asi čtyři kilometry východně od Nových Hradů. Nakolice jsou také název katastrálního území o rozloze 6,14 km².

## Název
Historické pojmenování vesnice odkazuje na to, že zdejší lidé žili v bažinaté krajině, na blatech, jinými slovy na kalech (kalištích). Je tedy zřejmé, že původní název vesnice byl slovanský. Název vesnice se objevuje v listině ze 14. století, jež popisovala rakousko-českou hranici "pai dem dorff zu Nakkalitz". Němci jí nazývali Wrumiau, což se dá přeložit jako černý mech neboli území bez bažin. Tento název však upadl v zapomnění.
V roce 1435 se zmiňuje v pramenech Jacob de Nakolitz, měšťan ve Weitře, a jeho žena Anna.
Z dalších let jsou doloženy zmínky Nakalicz (1455), Nakalitz (1496), Nackalitz (1499), Nocalitz, Nickalitz, Nacolitz (1506), Nakolitz (1517), Nacolitz (1534), Nagelitzs (1591), Nacholitz (1619) a Nackholitz (1635).

## Historie
První písemná zmínka o vesnici pochází z listiny vydané 14. října roku 1339. V listině se řešilo stanovení hranic mezi panstvím Nové Hrady, Weitra a Třeboň.
V nejstarším urbáři panství Weitra z roku 1499 jsou uvedeni hospodáři Thomel Tröstl, Berchtolld, Mörrt Fuchs, Michl Zyndl, Hennsl Zyner, Paul Pätschler, Hensl Wurm, Sigl Haubnar, Syman, Gengl Strobl, Enderlin, Michl Grazkaiver, Hensl Janpach, Georg Grazkaiver, Gengl Pindr, Hensl Schneider, Paul Genngl, Hensl Schuloch, Michl Tröstl, Michl Berchtold, Hensl Tröstl, Simon, Jeckl aufm perg, Hensl Haubner, Thoman Haubner, Peter Haubner, Merrt Fuchs, Michl Zyndl.
Nakolice spolu s nedalekou Vyšnou později patřily Hardeggům a od roku 1539 tvořily s Vyšnou samostatné zboží.
V roce 1619 byla ves vydrancována a vypálena císařskými vojáky, kteří ještě ukradli dobytek.
V roce 1756 se Nakolice staly součástí panství Weitra.
Obec si v roce 1768 postavila kapličku, kterou až v roce 1907 nahradila současná novogotická kaple svatého Floriána.
S povinností školní docházky z roku 1774 si v roce 1792 obyvatelé poradili jednoduše. Po domech se ještě v témže roce začalo vyučovat. Samostatná škola o jedné třídě vznikla roku 1818. Tato budova zřejmě nevyhovovala požadavkům, a proto byla postavena nová školní budova roku 1859, která stojí dodnes, kdy má číslo popisné 40 a slouží jako obytný dům. Do této školy docházely i děti z nedaleké Obory a Trpnouzí. Škola ještě měla využití mezi léty 1950-1964, kdy poté zanikla.
V souvislosti s četnými změnami v oblasti správy se Nakolice staly roku 1849 místní obcí se samotami Pochmühle a Teichhäuseln. V místě se časem ustavil sbor dobrovolných hasičů, zemědělské kasino či Raiffeisenbank.
Obec Nakolice společně s obcí Vyšná byli připojeny k Československé republice 31. července 1920 na základě mezinárodních dohod. Za první republiky zde byl mlýn, hokynářství a čtyři hostince. Po připojení spadaly Nakolice pod soudní okres Nové Hrady, politickým okresem byla Kaplice.
V říjnu 1938 se Nakolice staly součástí Německé říše. Po roce 1945 museli Němci a Rakušané odejít za hranice a místo nich přišli dosídlenci čeští, slovenští a rumunští. K dispozici je digitalizovaná kronika školy.
V současné době jsou Nakolice známé díky letnímu dětskému táboru, který je zde pořádán již od roku 1970. Ve vesnici sídlí také Statek U dvou dubů, a sbor dobrovolných hasičů Nakolice.

## Obyvatelstvo
Počet obyvatel v roce 1869 činil 267 lidí a 48 obytných domů. V roce 1910 tento počet mírně klesl na 242 obyvatel a 47 domů. Při sčítání obyvatel v roce 1930 se 181 obyvatel hlásilo k německému občanství, 29 k českému, respektive československému občanství a jen 17 obyvatel se považovalo za Rakušany. Po roce 1946 byli Němci a Rakušané vysídleni, zůstat směli jen ti ve smíšených manželstvích. Sčítání obyvatel v roce 2001 přineslo radikální pokles na 24 trvale žijících obyvatel a 34 domů. V roce 2011 zde trvale žilo 24 obyvatel. Počet obyvatel v roce 2021 stoupl na 36 osob s trvalým pobytem.
Dle kroniky z roku 1930 se dochovali majitelé domů v Nakolicích: 1-2/Franz Hobiger, 3/Johann Wielander, 4/Ferdinand Winkler, 5/Jaroslav Kysela, 6/Karel Trsek, 7/Matěj Jindra, 8/obec Nakolice, 9/Friedrich Pollak, 10/August Weissenböck, 11-12/Johann Myerhofer, 13/Anton Haider, 14/Franz Pexidr, 15/Johann Sassmann, 16/Johann Tiehler, 18-19/Jakob Lotz, 20/Michael Tröstl, 21/Franz Zimmel, 22-23/Johann Müllauer, 24/obec Nakolice, 25/Franz Winkler, 26/Thekla Stodolowsky, 27/František Jindra, 28/Franz Schwingenschlögl, 30-31/Johann Schwingenschlögl, 32/Johann Lechner, 33/Lorenz Tröstl, 34/Anton Schwingenschlögl, 35/Aloisia Hoffmann, 36/Matěj Běhounek, 37/Christian Schwingenschlögl, 38/Matthäus Schwingenschlögl, 39/Julie Trnková, 40/obec Nakolice, 41/Alois Pollak, 42/Eduard Egon Fürstenberg, 43/August Weissenböck, 44/Anton Wohlschläger, 45/Franz Weissenböck, 46/Maria Pöschko, 47-48/československé státní dráhy, 49/Johann Tiehler, 50/Martin Jindra, 51/Jan Janský.
Roku 1812 se zde narodil budoucí kněz Franz Tröstl.
Většina domů je postavena na severním svahu podlouhlého údolí s rybníkem, pod jehož hrází stával mlýn.
| Rok            | 1869 | 1880 | 1890 | 1900 | 1910 | 1921 | 1930 | 1950 | 1961 | 1970 | 1980 | 1991 | 2001 | 2011 | 2021 |
| -------------- | ---- | ---- | ---- | ---- | ---- | ---- | ---- | ---- | ---- | ---- | ---- | ---- | ---- | ---- | ---- |
| Počet obyvatel | 267  | 279  | 314  | 288  | 242  | 210  | 227  | 130  | 69   | 50   | 34   | 22   | 24   | 24   | 36   |
| Počet domů     | 48   | 49   | 44   | 46   | 47   | 51   | 43   | 46   | 46   | 13   | 9    | 9    | 34   | 35   | 34   |

## Obecní správa
Při sčítání lidu v letech 1850–1960 Nakolice byly samostatnou obcí, se kterým patřily nejprve do okresu Zwettl, ale od 1. října 1899 do 30. července 1920 v okrese Gmünd, posléze od 31. července 1920 do roku 1948 v okrese Kaplice, poté v letech 1948–1960 v okrese Trhové Sviny a od 11. dubna 1960 v okrese České Budějovice. Od 12. června 1960 je částí města Nové Hrady v okrese České Budějovice.

## Blízké okolí
V těsné blízkosti Nakolic se nachází Nakolický rybník (Waschel Teich), jenž má od 45 do 51 hektarů a je největší v celé oblasti. Roku 1506 císař Maxmilián I. dovolil Heinrichu hraběti Hardeggovi zřídit rybník v jemu prodaných vesnicích Nakolicích a Vyšném. Německý název rybníka může mít více významů. Sloveso wascheln označuje šplouchání ve vodě. Nový rybník totiž způsobil četné škody na pozemcích sedláků z Nakolic a Vyšné.
V polovině 19. století byla uvedena jako součást sklárny na Žofince stoupa u Nakolického rybníka (Pucher am Wachelteiche), kde se zpracovávaly křemeny nutné k výrobě skla.
Nad Nakolicemi se na kopci nachází památná lípa malolistá, která patří mezi chráněné památné stromy České republiky. Je vysoká přes 27 metrů a obvod kmene dosahuje až 3,9 metrů. Blízko stromu se nachází také další kaplička.

## Pověsti
Nejrozšířenější pověstí, která koluje v Nakolicích a blízkém okolí je legendární Černá Máry, podivínská chovatelka koz, která žila v horní části vesnice v dnešním domě č. p. 56. Novohradský drsňák zvaný Černá Huba jí měl přijít odborně vymalovat byt, přičemž se ani jeden z nich neobtěžoval sundat obrázky ze zdí. Obrázky Huba jen obtáhl, používaje při tom postel coby lešení pod svá bagančata.
Z Nakolic chodila poutní procesí také do dolnorakouského Hoheneichu. Při jednom takovém procesí se zde stal zázrak. Roku 1621 tamní majitel panství Hoheneich hrabě Kollonitsch zakázal poutě a nechal zazdít kostelní dveře. Když přišlo nakolické procesí, zeď ze dveří se náhle vyvalila. Následně se od roku 1622 až do roku 1944 každoročně konalo tradiční nakolické procesí, které symbolicky končilo u pověstného kostela. Od roku 1990 byli nakoličtí poutníci opakovaně zváni, ale ze strany místních již o tuto pouť nebyl tak velký zájem. I přes to se stále v Hoheneichu slouží mše, která je pojmenovaná Nakolická mše na počest této legendy.

## Galerie

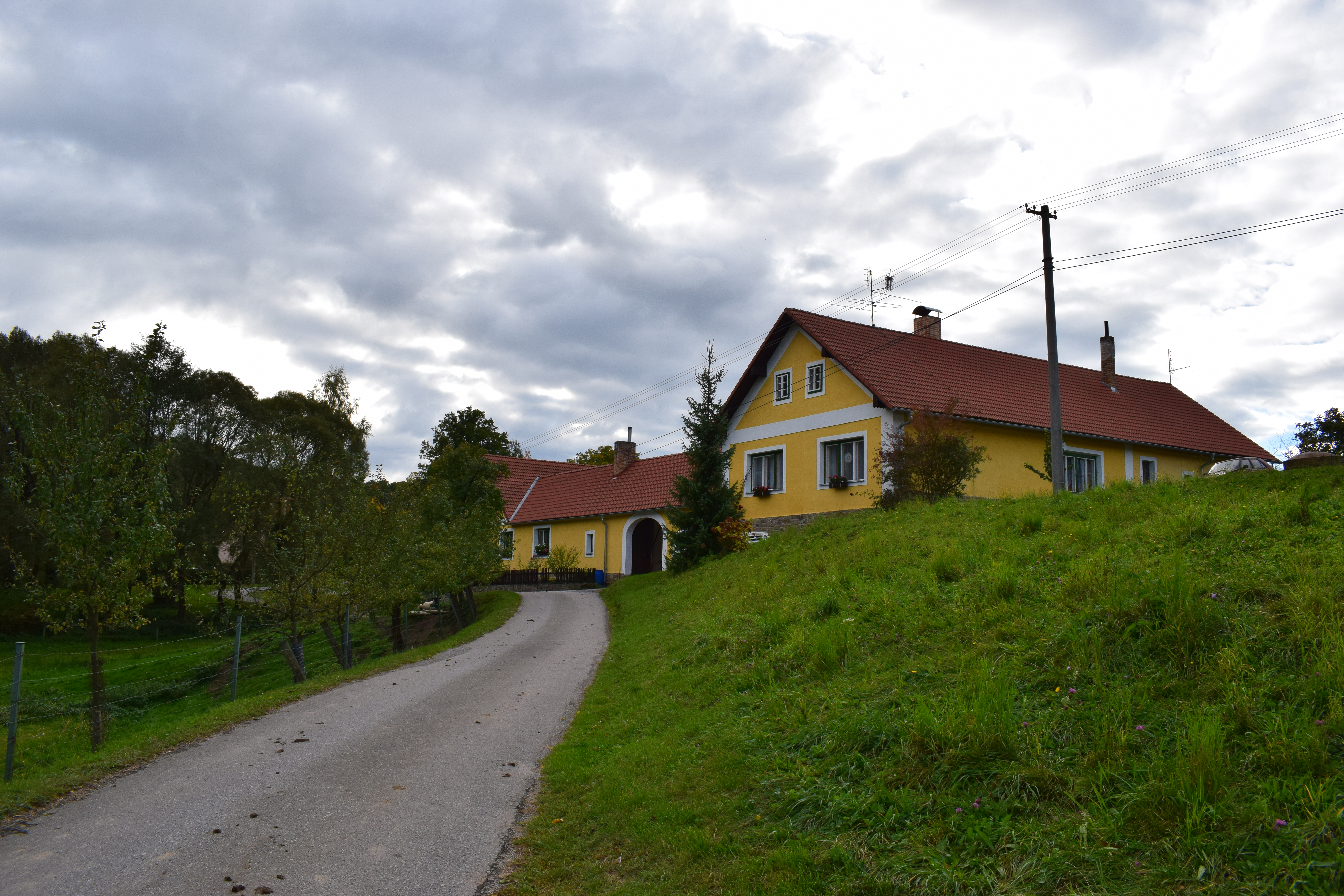
Dům č.p. 19
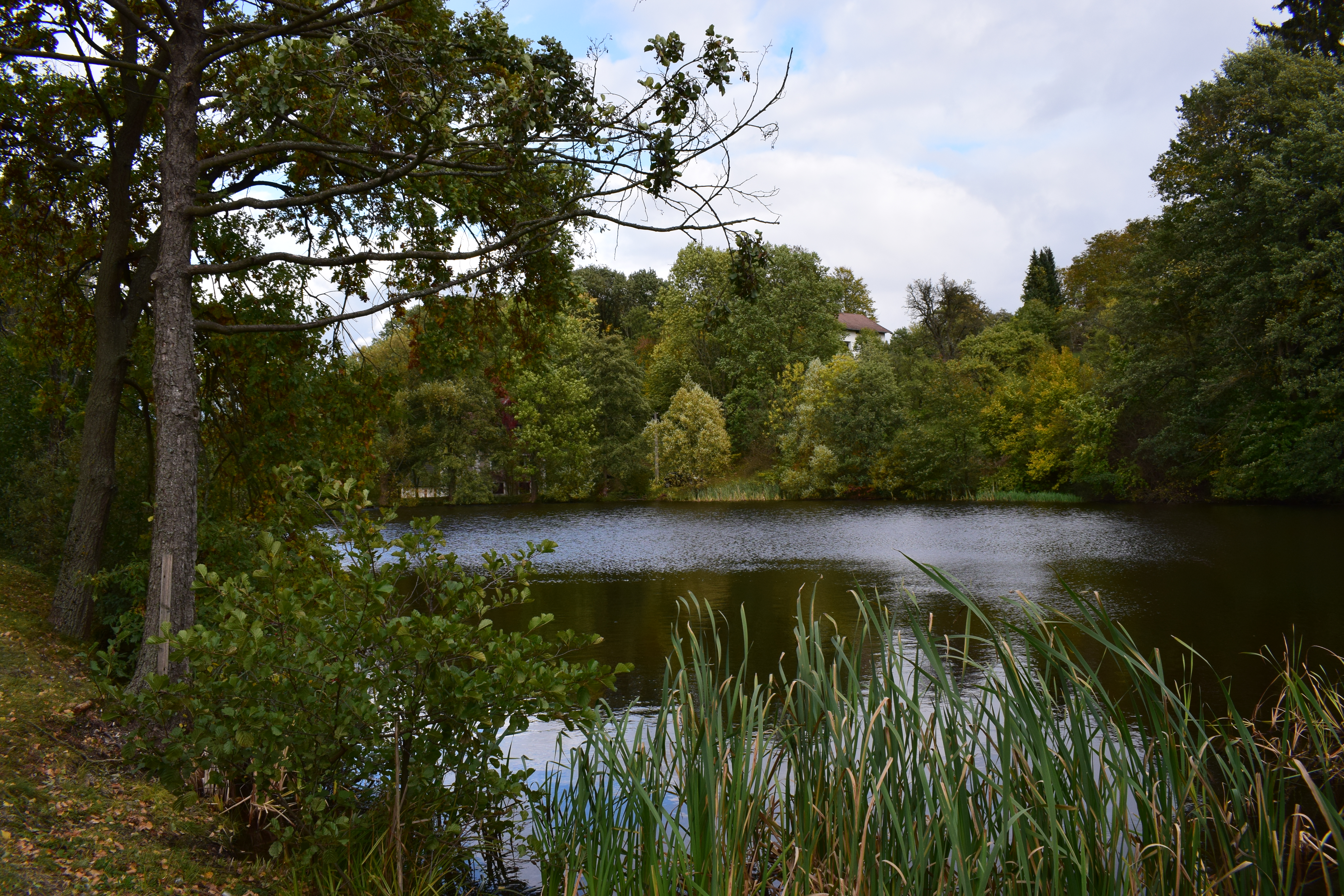
Rybník Ve Vsi
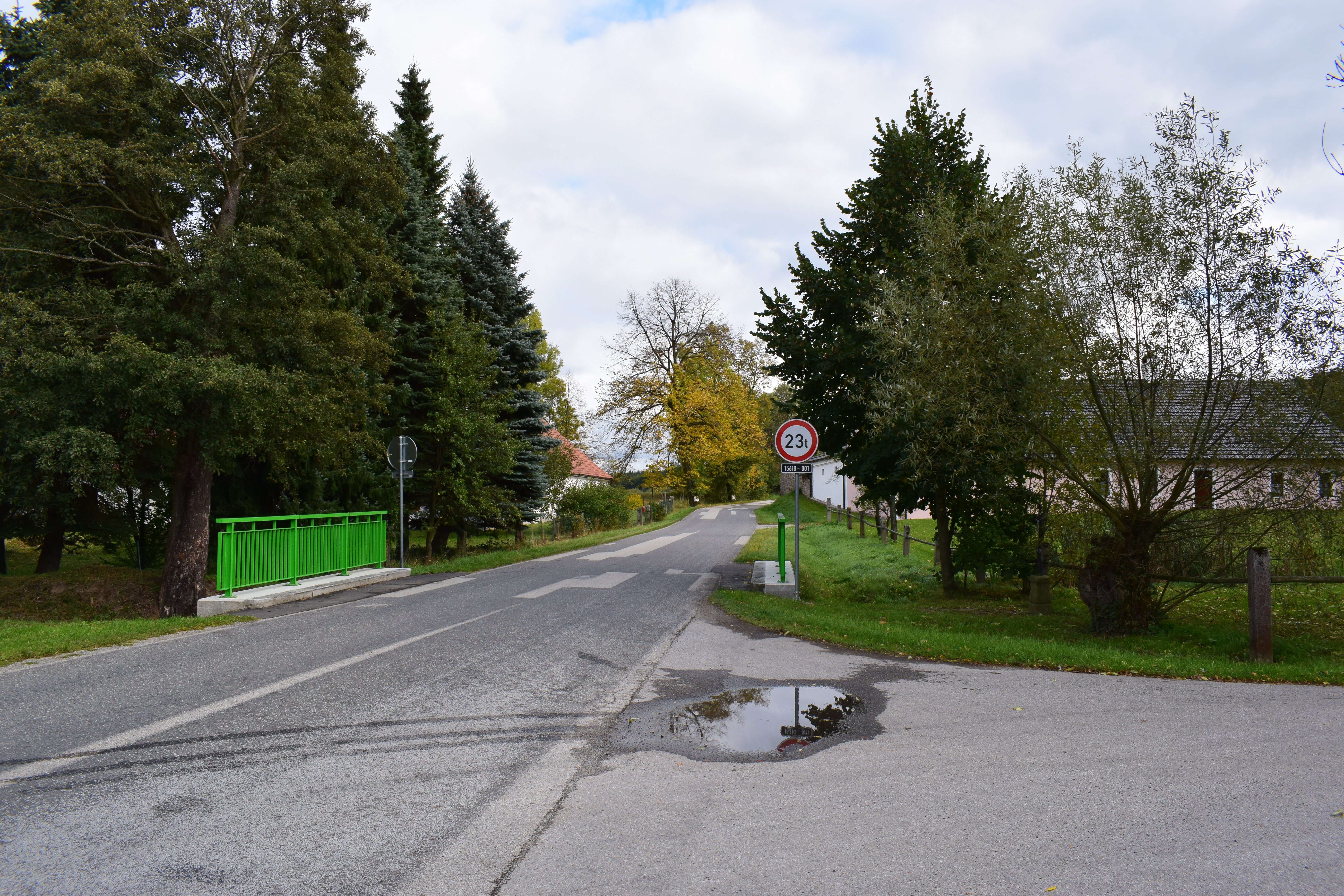
Silnice směr České Velenice
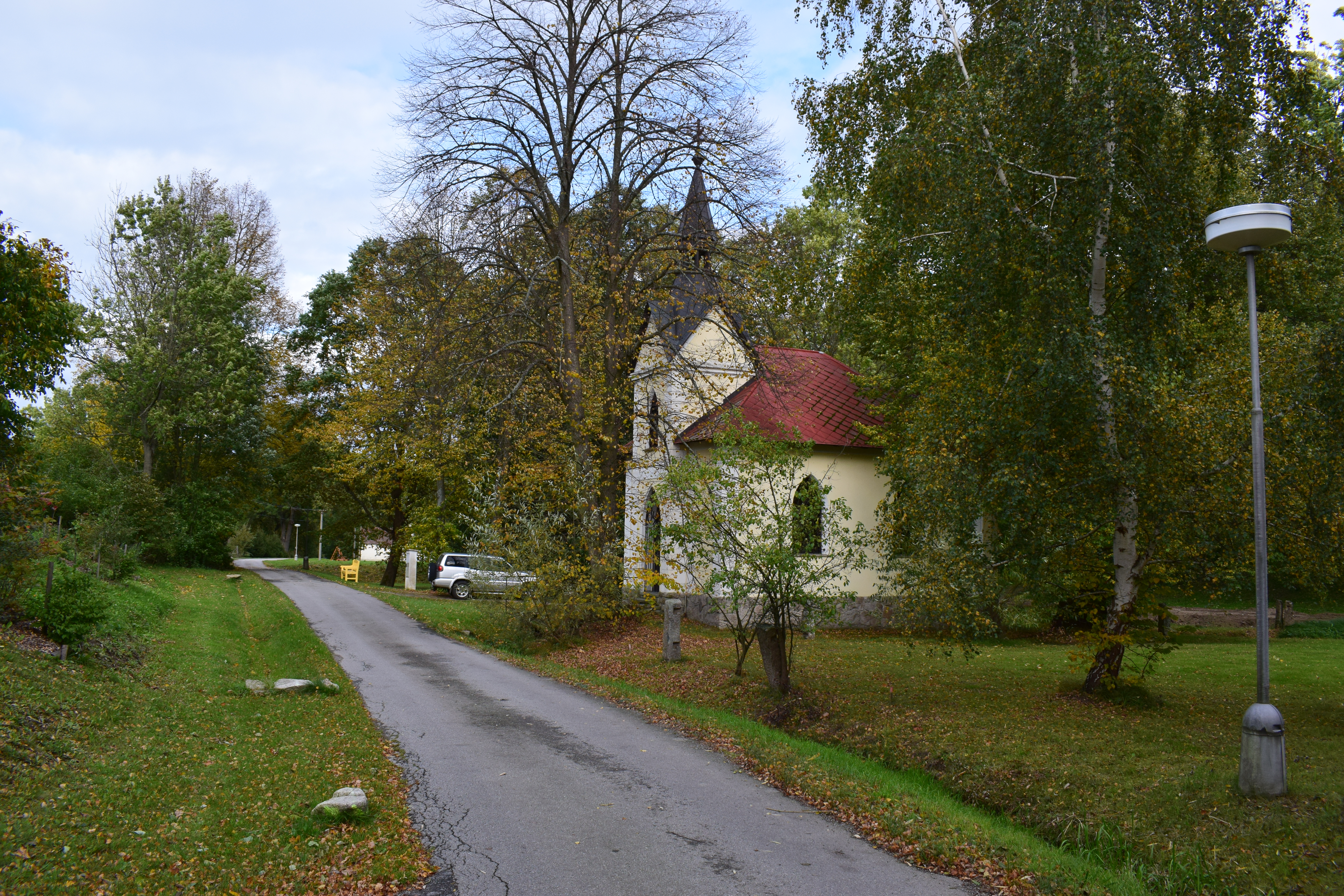
Kaple od jihu
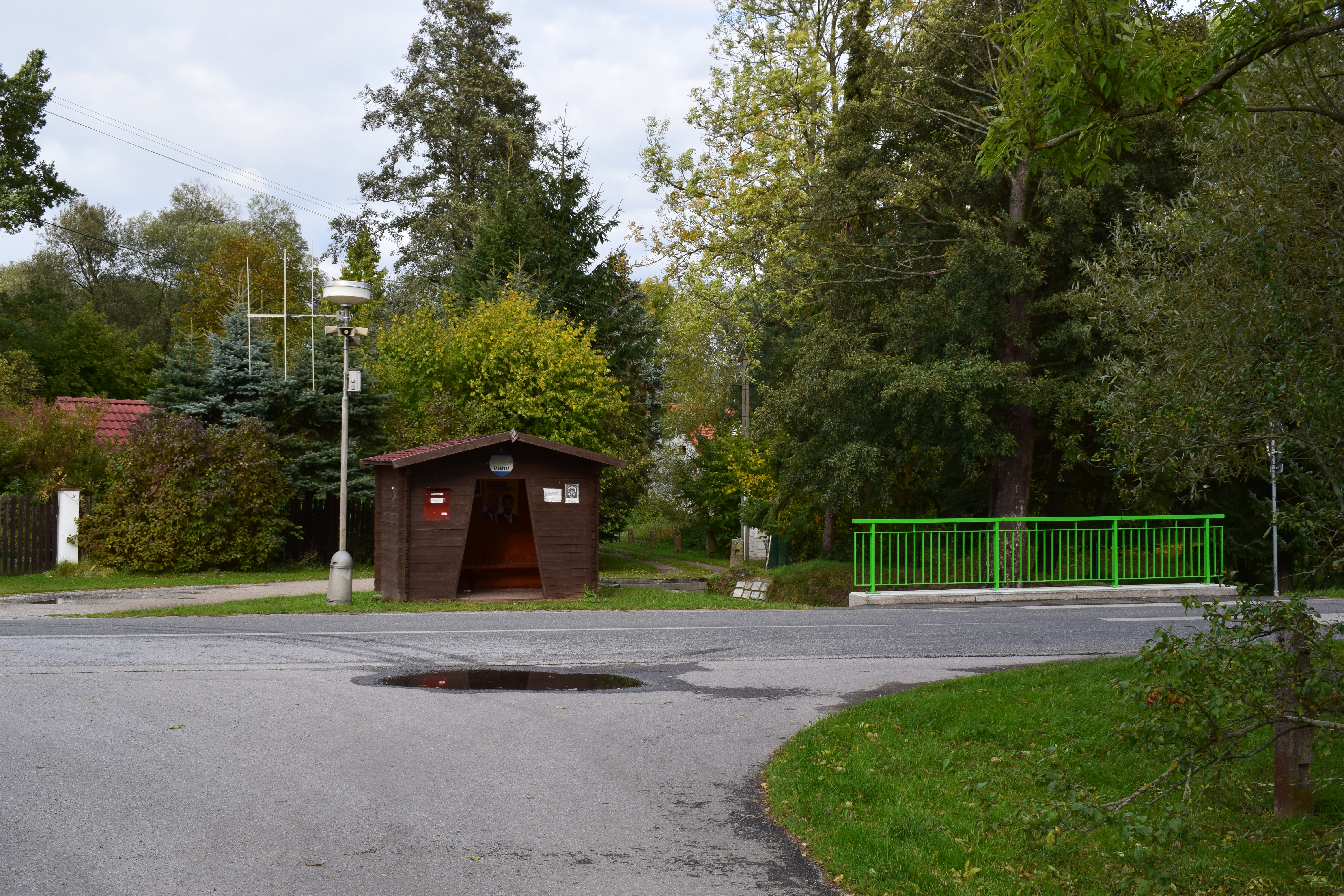
Autobusová zastávka směr Nové Hrady